# Марк Клавдій Марцелл (консул 287 року до н. е.)
Марк Клавдій Марцелл (лат. Marcus Claudius Marcellus; близько 330 до н. е. — після 287 до н. е.) — політичний діяч Римської республіки.

## Життєпис
Походив з плебейської гілки роду Клавдіїв. Син Марка Клавдія Марцелла, консула 331 року до н. е. Про молоді роки мало відомостей. У 287 році до н. е. обирається консулом (разом з Гаєм Навцієм Рутілом). За постановою сенату обрав диктатора. Ним став Квінт Гортензій, який провів закон — Lex Hortensia щодо автоматичного затвердження плебісцитів. Подальша доля Марцелла невідома.

## Родина
Діти:
- Марк Клавдій Марцелл, консул 222 року до н. е.